# Подсаботин
Подсаботин (словен. Podsabotin) — поселення в общині Брда, Регіон Горишка, Словенія. Висота над рівнем моря: 136,2 м.